# Wojciech Płocharski
Wojciech Juliusz Płocharski (né le 11 avril 1964) est un journaliste, écrivain, compositeur et voyageur polonais.

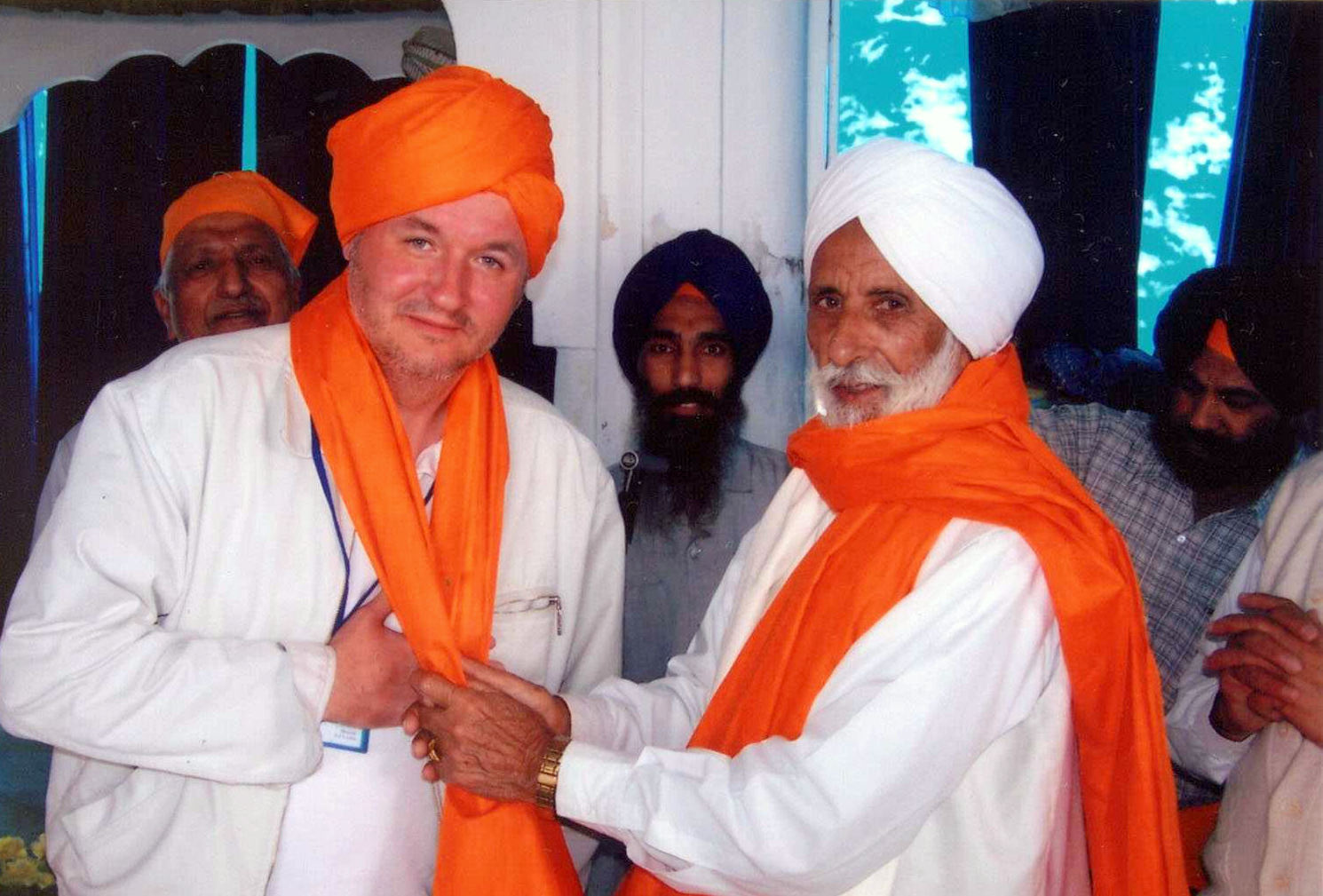

## Biographie
Né à Olsztyn ; dans les années 1982-1989 il a étudié à la Faculté de journalisme et de sciences politiques, Université de Varsovie. 
Pendant la période 1991-2006, il a travaillé dans le PAP (Agence de presse polonaise) en tant que rédacteur et correspondant (nouvelles de la Biélorussie, la Tchétchénie, l'Estonie). En 2010, il a dirigé la campagne sur Internet du candidat présidentiel, Andrzej Olechowski.
Il est également l'auteur de publications en anglais, qui sont émises en Inde et apparaissent sur le marché littéraire international,.
L'auteur des paroles de hits polonais  - Klub wesołego szampana (exécution: Formacja Nieżywych Schabuff) et Karuzela (T.Love). En 1993 - en duo Przyjaciele - il a enregistré son propre album Cyfry (sorti en 1994, réédité 2007, dans le commerce en ligne international 2012). 
En 2011 - sur le marché international pour la distribution numérique - il sort l'album Selected Music, et en 2012 - Under the Papaya Tree. Puis, en 2013 -  dans la vente internationale émergée: le single Studium et l'album Ilha do Sal .
Le réputé compositeur et pianiste belge, Piotr Lachert, évalue positivement son travail, en appelant Studium « grande musique ».

## Publications
- Diplomatic Rebel on Creaky Bicycle
- Faster Than Light and Other Bagatelles: Short Poetry
- Million in My Pocket
- Love Temperature
- Khajurao Legacy
- Coast
- Tea With Vanilla
- Polvo à Lagareiro